# Tim Weiner
Tim Weiner (1957) és un periodista estatunidenc que treballa actualment al New York Times, autor de tres llibres i coautor d'un quart, i guanyador del Premi Pulitzer i el National Book Award.
Graduat en periodisme per la Universitat de Colúmbia, va treballar per a la revista Times, des del 1993, com a corresponsal de la mateixa a Mèxic, Afganistan, Pakistan i el Sudan, a més a més d'encarregar-se d'afers de seguretat nacional a Washington.
El 1988, Tim Weiner va guanyar el Premi Pultizer gràcies al seu reportatge d'investigació The Philadelphia Inquirer, on parlava de la despesa pressupostària en negre del Pentagon i la CIA.
Va guanyar el National Book Award en la categoria de no-ficció pel seu llibre del 2007 Un llegat de cendres. La història de la CIA.